# Universidad César Vallejo Club de Fútbol
Universidad César Vallejo Club de Fútbol (tidigare Club Deportivo Universidad César Vallejo), oftast enbart Universidad César Vallejo, är en fotbollsklubb från Trujillo i Peru. Klubben grundades den 6 januari och spelar sina hemmamatcher på Estadio Manische som tar strax över 25 000 åskådare. 
Åtta år efter klubbens grundande, säsongen 2004, började Universidad César Vallejo spela i den högsta divisionen, men åkte ner igen säsongen 2005. Universidad César Vallejo återvände till den högsta divisionen säsongen 2008 och säsongen 2012 lyckades klubben komma trea och kvalificerade sig därmed för första gången för Copa Libertadores. Universidad César Vallejo vann sin första ligatitel 2015 när man vann Torneo del Inca i det första av tre mästerskap under 2015.